# Amazoneura ephippigera
Amazoneura ephippigera är en trollsländeart som först beskrevs av Selys 1886.  Amazoneura ephippigera ingår i släktet Amazoneura och familjen Protoneuridae. Inga underarter finns listade i Catalogue of Life.